# Mèo Vạc (huyện)
Mèo Vạc là một huyện miền núi biên giới cũ thuộc tỉnh Hà Giang, Việt Nam.

## Địa lý
Huyện Mèo Vạc có vị trí địa lý:
- Phía đông và phía bắc giáp với Trung Quốc
- Phía tây giáp huyện Đồng Văn và huyện Yên Minh
- Phía nam giáp huyện Bảo Lâm, tỉnh Cao Bằng.

Huyện Mèo Vạc có diện tích 574,18 km², dân số năm 2019 là 86.071 người, mật độ dân số đạt 150 người/km².
Huyện Mèo Vạc cùng với các huyện Yên Minh, Đồng Văn, Vị Xuyên là bị thiệt hại nặng trong 2 cuộc chiến tranh biên giới giữa Việt Nam và Trung Quốc. Huyện cũng là điểm sáng trong tinh thần đoàn kết dân tộc khi nhân dân xã Sơn Vĩ (hơn một nửa là dân tộc thiểu số) không sơ tán mà ở lại để chiến đấu và tiếp tế lương thực cho bộ đội.
Địa hình chủ yếu của huyện là núi đá vôi, có sông Nho Quế chảy qua. Đất nông nghiệp chiếm khoảng 12.100 ha. Sinh hoạt nông nghiệp là trồng trọt và khai thác các loại cây dược liệu, tam thất, hồ đào,... Ngành chăn nuôi có những gia súc bò, dê, ngựa. Có Quốc lộ 4C (con đường hạnh phúc).

## Lịch sử
Ngày 13 tháng 12 năm 1962, Bộ Nội vụ ban hành Quyết định số 328-NV về việc:
- Đổi tên xã Hòa Bình thành xã Mèo Vạc
- Đổi tên xã Tự Do thành xã Cán Chu Phìn
- Đổi tên xã Thống Nhất thành xã Pả Vi.

Ngày 15 tháng 12 năm 1962, Hội đồng Chính phủ ban hành Quyết định số 211-CP về việc thành lập huyện Mèo Vạc trên cơ sở tách 16 xã: Cán Chu Phìn, Giàng Chu Phìn, Hố Quáng Phìn, Khâu Vai, Lũng Chinh, Lũng Phìn, Lũng Pù, Mèo Vạc, Pả Vi, Pải Lủng, Sơn Vĩ, Sủng Máng, Sủng Trà, Sủng Trái, Thượng Phùng và Xín Cái thuộc huyện Đồng Văn.
Tháng 12 năm 1975, hợp nhất hai tỉnh Tuyên Quang và Hà Giang thành tỉnh Hà Tuyên, Mèo Vạc là một huyện của tỉnh Hà Tuyên.
Ngày 14 tháng 5 năm 1981, Hội đồng Chính phủ ban hành Quyết định 185/1981/QĐ-CP về việc tách hai xóm Lùng Sư và Thèn Sư của Xín Cái để sáp nhập vào xã Thượng Phùng.
Ngày 21 tháng 10 năm 1982, Hội đồng Bộ trưởng ban hành Quyết định 179/HĐBT về việc:
- Tách 3 xã: Niêm Sơn, Nậm Ban và Tát Ngà của huyện Yên Minh để sáp nhập vào huyện Mèo Vạc
- Tách 3 xã: Hố Quáng Phìn, Sủng Trái và Lũng Phìn của huyện Mèo Vạc sáp nhập vào huyện Đồng Văn.[8]

Năm 1991, khi tách trở lại thành Tuyên Quang và Hà Giang, Mèo Vạc trở lại là huyện của tỉnh Hà Giang, gồm 16 xã: Cán Chu Phìn, Giàng Chu Phìn, Khâu Vai, Lũng Chinh, Lũng Pù, Mèo Vạc, Nậm Ban, Niêm Sơn, Pả Vi, Pải Lủng, Sơn Vĩ, Sủng Máng, Sủng Trà, Tát Ngà, Thượng Phùng và Xín Cái.
Ngày 20 tháng 8 năm 1999, Chính phủ ban hành Nghị định 74/1999/NĐ-CP về việc sáp nhập hai thôn Lùng Vái và Phố Mỳ của xã Sủng Trà thuộc huyện Mèo Vạc vào xã Mèo Vạc để thành lập thị trấn Mèo Vạc và xã Tả Lủng.
Ngày 9 tháng 8 năm 2005, Chính phủ ban hành Nghị định số 104/2005/NĐ-CP về việc thành lập xã Niêm Tòng trên cơ sở:
- 2.013,75 ha diện tích tự nhiên và 2.276 nhân khẩu của xã Niêm Sơn
- 1.137,50 ha diện tích tự nhiên và 1.380 nhân khẩu của xã Khâu Vai.

Từ đó, huyện Mèo Vạc có 1 thị trấn và 17 xã, giữ ổn định cho đến nay.

## Hành chính
Huyện Mèo Vạc có 18 đơn vị hành chính cấp xã trực thuộc, bao gồm thị trấn Mèo Vạc (huyện lỵ) và 17 xã: Cán Chu Phìn, Giàng Chu Phìn, Khâu Vai, Lũng Chinh, Lũng Pù, Nậm Ban, Niêm Sơn, Niêm Tòng, Pả Vi, Pải Lủng, Sơn Vĩ, Sủng Máng, Sủng Trà, Tả Lủng, Tát Ngà, Thượng Phùng, Xín Cái.

Logo cũ của huyện Mèo Vạc

## Du lịch
- Chợ tình Khau Vai (27/3)
- Chợ chủ nhật[liên kết hỏng]
- Nhà cổ Chúng Pủa
- Làng văn hoá dân tộc H'mong
- Làng Du lịch dân tộc Lô Lô
- Hẻm vực Tu Sản (sông Nho Quế)
- Đèo Mã Pì Lèng
- Con đường Hạnh Phúc (QL4C)
- Làng Văn Hóa Du lịch cộng đồng Dân tộc Mông, Thôn Pả Vi Hạ, Xã Pả Vi (Ngay chân đèo Mã Pi Lèng, hướng đi Mèo Vạc - Đồng Văn)
- Núi Cô Tiên - Vách đá trắng
- Hang Rồng - Tả Lủng
- Tượng đài thanh niên xung phong
- Làng Văn hóa du lịch cộng đồng dân tộc Giấy thôn Tát Ngà, xã Tát Ngà
- Thác trắng (thôn Tát Ngà)
- Đài quan sát (thị trấn Mèo Vạc)
- Rừng đầu nguồn Sán Tớ
- Trang trại nuôi lợn đen (Bờ sông Nho Quế)
- Hầm rượu ông tiên (Thôn Ha Ái, Cán Chu Phìn)

Ẩm thực:
- Mèn mén
- Thắng cố (bò, dê, ngựa)
- Gạo khẩu mang
- Rượu ngô men lá.
- Mật ong bạc hà (Sản phẩm đạt 4* Ocop)
- Thịt bò vàng
- Ớt gió (siêu cay, siêu sạch, siêu thơm)
- Mác khén
- Óc chó
- Lê Sủng Máng.
- Mận
- Bột nghệ vàng, tinh bột nghệ (Xã Khâu Vai, Pải Lủng)

Thổ cẩm: 
+Dệt lanh của dân tộc mông
+Thêu của dân tộc Lô Lô
Đan lá quẩy tấu
Dụng cụ âm thanh khèn mông, đàn nhị dân tộc Giấy xã Nậm Ban
Đan nón lá chít: Xã Nậm Ban